# Мария Стоянова (политик)
Мария Иванова Стоянова е депутат от СДС в XXXVIII и XXXIX НС от 23-ти многомандатен избирателен район – София.
Има висше икономическо образование, специалност: икономика на промишлеността. Била е заместник-кмет в район „Красно село“ 1991-1995 г. и общински съветник в Столична община през 1995-1999 г.
Между 1996 и 1998 г. е била секретар на българската делегация в Конгреса за местни и регионални власти към Съвета на Европа. През следващите две години заема поста председател на тази делегация. Представител е в Парламентарната асамблея на Съвета на Европа.
Докато е народен представител, членува в:
- Комисията по местно управление, регионална политика и благоустройство (XXXVIII НС)
- Комисията по външна и интеграционна политика в XXXVIII и XXXIX НС;
- Съвет по европейски въпроси в XXXVIII и XXXIX НС.

Стоянова е снаха на известния летец изтребител, защитавал българското небе през 1943-44 г.- о. з. ген. Стоян Стоянов.